# Pascual Martínez Sala
Pascual Martínez Sala fou un comerciant i empresari valencià militant del Partit d'Unió Republicana Autonomista que fou elegit diputat per la circumscripció de València ciutat a les eleccions generals espanyoles de 1933. El 1934 el periòdic El Socialista, òrgan del PSOE, el va acusar de ser un agent de Joan March i Ordinas, d'estar involucrat en operacions de contraban i de ser el protector econòmic de Sigfrido Blasco-Ibáñez Blasco.